# Nebulosa Saco de Carbón

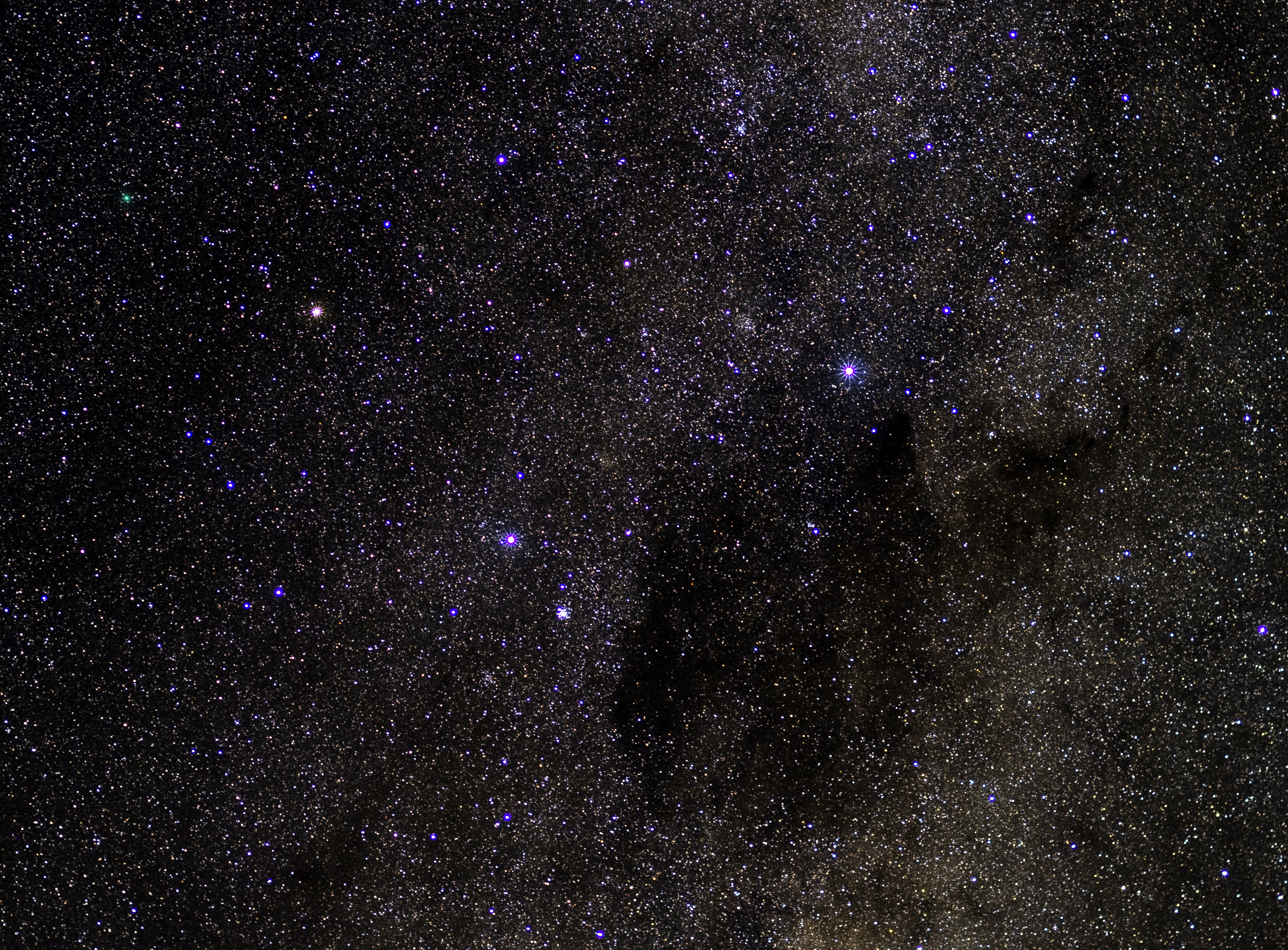
Cruz del Sur y nebulosa Saco de Carbón

La nebulosa Saco de Carbón (Coalsack nebula en inglés) es una nebulosa oscura en la constelación de Cruz del Sur de dimensiones 7° × 5° que se solapa con las constelaciones vecinas de Centaurus y Musca. Es la más importante de este tipo de nebulosas y es bien visible a simple vista como un parche oscuro en la Vía Láctea. Aunque conocida en el hemisferio sur desde épocas prehistóricas, fue notificada por vez primera para los europeos por Vicente Yáñez Pinzón en 1499. Fue llamada il Canopo fosco por Américo Vespucio, y también recibió el nombre de Macula Magellani (‘mancha de Magallanes’) o «Nube Oscura de Magallanes» en contraposición a las Nubes de Magallanes. No tiene número de catálogo NGC.
En 1970, K. Mattila demostró que la nebulosa Saco de Carbón no es totalmente oscura; tiene un brillo muy tenue (10 % del brillo de la Vía Láctea circundante) proveniente de la reflexión de las estrellas a las que oscurece.